# Guus Hiddink
Guus Hiddink, [chýs hidynk], (* 8. listopadu 1946, Varsseveld, Nizozemsko) je nizozemský fotbalový trenér a bývalý fotbalista.
Trenérskou kariéru zahájil roku 1982 a v jejím průběhu se stal jedním z nejúspěšnějších trenérů z Nizozemska.

## Trenérská kariéra

### Nizozemsko
Od roku 1995 vedl reprezentaci Nizozemska, se kterou se kvalifikoval na EURO 1996, poté co v baráži překonal Irsko.
Ačkoliv kvalifikace obsahovala prohru proti Bělorusku a zajištění baráže až po výhře nad Norskem v posledním utkání, patřilo Nizozemsko mezi turnajové favority.
První skupinové utkání se musel Hiddink obejít bez stopera a kapitána Dannyho Blinda. Navzdory útočnému talentu Nizozemců (Dennis Bergkamp, Clarence Seedorf, Patrick Kluivert) se soupeři – Skotsku – zdařilo uhrát bezbrankovou remízu.
Proti Švýcarsku zaznamenal tým výhru 2:0, záhy ale narazil na domácí Anglii, pořadatele, a podlehl 1:4.
Přestože do zápasu vstupovali obě mužstva s tím, že remíza bude nejspíše stačit k postupu jim oběma, přiblížili se Nizozemci za stavu 0:4 vyřazení. To gólem odvrátil Kluivert a navzdory skutečnosti, že mělo Skotsko i Nizozemsko stejnou bilanci vstřelených a obdržených gólů, postoupilo Nizozemsko, které gólů vstřelilo více.
Ve čtvrtfinále proti Francii se udála bezgólová remíza, která dospěla do prodloužení. V něm uspěli francouzští hráči výsledkem 5:4 poté, co penaltu neproměnil Seedorf.
Během turnaje čelil Hiddink napětí v kabině způsobené spory hráčů s kluby ohledně platů, osobními spory mezi reprezentanty a dalšími záležitostmi. Nizozemská média se po turnaji zaměřila na téma rasismu v týmu, které vyvolala fotografie hráčů u oběda, na níž jsou všichni hráči černé pleti u jednoho stolu, zatímco ostatní hráči u jiného.
Fotografie byla ale vytržena z kontextu, hráče bílé pleti Witschgeho totiž zakrývá postava trenéra Hiddinka. Ten během zápasů skupinové fáze poslal domů záložníka Edgara Davidse, se kterým se do pře.

### Real Madrid
Roku 1998 zahájil Hiddink své trenérské působení u Realu Madrid, čerstvého vítěze Ligy mistrů UEFA. K dispozici měl řadu hvězd, jakými byli Raúl, Fernando Redondo, Clarence Seedorf, Christian Karembeu nebo Roberto Carlos.
V úvodu sezóny se v Monaku střetl v rámci Superpoháru UEFA s anglickou Chelsea FC, ale prohrál 0:1.
V průběhu září čelil Barceloně, kterou trénoval jeho krajan Louis van Gaal vyznávající odlišnou fotbalovou filozofii. Jejich vzájemná rivalita se projevila tím, že si nepodali ruce a ignorovali toho druhého, zatímco na trávníku se zdravilo několik nizozemských reprezentantů. El Clásico na stadionu Santiago Bernabéu v Madridu skončilo nerozhodně 2:2.
Ve 22. kole odehraném 14. února 1999 porazila Van Gaalova Barcelona Real Madrid doma na Camp Nou 3:0 a přiblížila se později získanému titulu mistra Španělska, zatímco byl Hiddink o pár kol později odvolán.
Kromě jarních porážek od Barcelony, Mallorcy a Atlétika to byla kritika klubového vedení Lorenza Sanze pro nizozemský tisk, která ho stála místo. Tisku si postěžoval na přestupovou klubovou politiku a hvězdné manýry fotbalistů.

### Jižní Korea
Mezi listopadem a prosincem roku 2000 se Hiddink domluvil s reprezentací Jižní Koreje, již měl vést na Mistrovství světa v roce 2002.
Jižní Korea, spolupořadatel světového turnaje společně s Japonskem, si služby Hiddinka zaručila na 18 měsíců, do doby po konci turnaje. Ten měl za úkol nejlépe postoupit do vyřazovacích bojů a napravit bilanci reprezentace na předchozích pěti po sobě jdoucích turnajích, kde ale Jižní Korea ani jednou nevyhrála.
První rok se stal Hiddink terčem kritiků, kteří poukazovali na nedostatečné výsledky proti silnějším soupeřům a jeho nedostatečné zaujetí.
Na úvod Konfederačního poháru FIFA 2001 zaznamenal prohru 0:5 s Francií.
Po tomto letním turnaji nadešla porážka 0:5 od reprezentace České republiky, čímž kritika ještě zesílila.
Mezi lednem a únorem roku 2002 se Jižní Korea jako host zúčastnila Zlatého poháru CONCACAF (neboli Gold Cup), během něhož ve čtvrtfinále vyzrála na Mexiko. Hiddinkův tým, zkoušející před světovým turnajem různé sestavy, obsadil čtvrté místo.

### PSV Eindhoven – návrat
Po Mistrovství světa 2002 se Guus Hiddink chopil trenérského místa v PSV Eindhoven, v jehož kádru se objevovaly jména fotbalistů jako Mark van Bommel, Arjen Robben, Mateja Kežman nebo Pak Či-song.
Na úvod Hiddinkovo mužstvo prohrálo 11. srpna 2002 zápas nizozemského superpoháru 1:3 proti Ajaxu.
Potentní útok s Kežmanem na hrotu a s Robbenem a Pakem na křídlech doručil Eindhovenu mistrovský titul hned v první sezóně 2002/03, ačkoli v konečné ligové tabulce ztrácel druhý Ajax jen jediný bod a třetí Feyenoord body čtyři. Týmová obrana obdržela 20 gólů za 34 ligových zápasů, celkově tým vstřelil 87 gólů za tento počet zápasů.

### Austrálie
Po neúspěchu na Konfederačním poháru FIFA 2005 oslovila Austrálie Hiddinka, jenž se následně stal trenérem Socceroos dne 22. července 2005. Nadále však pokračoval v roli trenéra PSV Eindhoven.
V listopadu se odehrálo barážové dvojutkání proti Uruguayi, v níž zprvu Australané prohráli 0:1 v Americe, avšak domácí utkání v Sydney vyhráli též 1:0. Odveta se tak prodlužovala a došlo na penaltový rozstřel, ve kterém uspěli domácí 4:2 a prvně od roku 1974 si zajistili účast na Mistrovství světa a jako vůbec první reprezentace postupující bezprostředně po penaltách.
Úvodní utkání Mistrovství světa čekalo Australany 12. června 2006 v Kaiserslauternu proti Japonsku. Hiddinkovo mužstvo se prezentovalo přímým a aktivním fotbalem, ale po první půli prohrávalo 0:1, přestože byl brankář Mark Schwarzer faulován.
V průběhu druhé půle nasadil do hry Tima Cahilla, který v 85. a 89. minutě vsítil dva góly a další žolík John Aloisi zpečetil na konečných 3:1.
Proti Brazílii 18. června hráli Australané organizovaně v defenzívě a s krajními obránci Jasonem Culinou a Milem Sterjovskim potírajícími ofenzivní krajní obránce soupeře v podobě Cafúa a Roberta Carlose, ale nakonec prohráli 0:2, když Australan Harry Kewell neproměnil dvě šance.
V posledním utkání skupiny „F“ 22. června proti do té doby neskórujícímu Chorvatsku stačila Austrálii remíza, do vedení se ale dvakrát dostal soupeř a bod zajistil srovnávajícím gólem až Kewell deset minut před koncem.
Osmifinálovým protivníkem byla 26. června Itálie, která za stavu 0:0 pět minut po začátku druhého poločasu přišla o vyloučeného obránce Materazziho. Utkání rozhodl gól z penalty ve čtvrté minutě nastavení, když po faulu Lucase Neilla na Fabia Grossa skóroval Alessandro Del Piero. Austrálie byla po porážce 0:1 vyřazena.
Italové později získali zlato.

### Působení v Chelsea
V Chelsea FC působil až do konce sezóny 2008/09 jako hlavní trenér. Dne 19. prosince 2015 byl jmenován dočasným trenérem Chelsea do konce sezóny 2015/16 po odchodu Josého Mourinha.

### Anži Machačkala
Dne 17. února 2012 byl oznámen jako trenér ruského ambiciózního celku Anži Machačkala, který rok předtím zakoupil miliardář Sulejman Kerimov. Hiddink měl mužstvo trénovat do konce sezóny a měl zastávat rovněž roli vicepředsedy pro rozvoj.

### Působení u národních reprezentací
Tento trenér je v několika zemích národním hrdinou, dosáhl úspěchy např. s Nizozemskem za 4. místo na MS 1998 nebo s Jižní Koreou za 4. místo na domácím Mistrovství světa ve fotbale 2002, které Korea pořádala spolu s Japonskem, či s Ruskem na EURU 2008. Hiddinkův ruský tým vyřadil nejprve obhájce titulu Řeky, pak Švédy a poté senzačně vyřadil Hiddinkovu rodnou zemi, favorizované Nizozemsko díky perfektnímu výkonu Andreje Aršavina. Poté už ovšem nestačili na Španěly, prohráli 0:3 a získali dělený bronz. Na Mistrovství světa ve fotbale 2006 trénoval Austrálii.

### Curaçao
Od léta roku 2021 trénoval reprezentaci Curaçaa hrající v zóně CONCACAF.

## Trenérský charakteristika
Guus Hiddink preferuje klasické nizozemské rozestavení 4-3-3.[zdroj?]